# Enoplus alpha
Enoplus alpha is een rondwormensoort uit de familie van de Enoplidae.